# La carovana maledetta
La carovana maledetta (The Outriders) è un film del 1950 diretto da Roy Rowland.
È un film western statunitense con Joel McCrea, Arlene Dahl, Barry Sullivan e Ted de Corsia.

## Produzione
Il film, diretto da Roy Rowland su una sceneggiatura di Irving Ravetch, fu prodotto da Richard Goldstone per la Metro-Goldwyn-Mayer e girato a Kanab, Utah, dal 15 agosto a metà ottobre 1949. Il film doveva originariamente essere interpretato da Van Heflin, John Hodiak e Van Johnson.

## Distribuzione
Il film fu distribuito negli Stati Uniti il 1º marzo 1950 dalla Metro-Goldwyn-Mayer.
Altre distribuzioni:
- in Svezia il 7 agosto 1950 (Västerns äventyrare)
- in Finlandia il 1º settembre 1950 (Vaarojen poluilla)
- in Turchia il 2 dicembre 1950
- in Portogallo il 26 giugno 1951 (A Vanguarda)
- in Francia il 29 giugno 1951 (Le convoi maudit)
- in Danimarca il 25 gennaio 1952 (Tre mænd red ud)
- in Giappone il 15 gennaio 1955
- in Germania Ovest il 13 agosto 1964 (Blutiger Staub)
- in Austria (Blutiger Staub)
- in Belgio (Le convoi maudit e Het verdoemde konvooi)
- in Grecia (I symmoria ton paranomon)
- in Spagna (Los escoltas)
- in Brasile (Sangue Bravo)
- in Italia (La carovana maledetta)

## Promozione
La tagline del film era: "M-G-M's NEW TECHNICOLOR ADVENTURE ROMANCE!".